# 47e parallèle sud
Pour les articles homonymes, voir 47e parallèle.
En géographie, le 47e parallèle sud est le parallèle joignant les points de la surface de la Terre dont la latitude est égale à 47° sud.

## Géographie

### Dimensions
Dans le système géodésique WGS 84, au niveau de 47° de latitude sud, un degré de longitude équivaut à 76,056 km ; la longueur totale du parallèle est de 27 380 km, soit environ 68 % de celle de l'équateur. Il en est distant de 5 207 km et du pôle Sud de 4 795 km,.

### Régions traversées
Le 47e parallèle sud passe au-dessus des océans sur plus de 98 % de sa longueur ; il coupe cependant la pointe sud de l'Amérique du Sud, ainsi que l'île Stewart en Nouvelle-Zélande.
Le tableau ci-dessous résume les différentes zones traversées par le parallèle, d'ouest en est :
| Zone                                   | Début                 | Fin                   | Longueur (km) |
| -------------------------------------- | --------------------- | --------------------- | ------------- |
| Océans Atlantique, Indien et Pacifique | 47° 00′ S, 66° 47′ O  | 47° 00′ S, 167° 42′ E | 17 834        |
| Nouvelle-Zélande (île Stewart)         | 47° 00′ S, 167° 42′ E | 47° 00′ S, 168° 13′ E | 39            |
| Océan Pacifique                        | 47° 00′ S, 168° 13′ E | 47° 00′ S, 74° 10′ O  | 8 945         |
| Amérique du Sud (Chili et Argentine)   | 47° 00′ S, 74° 10′ O  | 47° 00′ S, 66° 47′ O  | 562           |